# クエスト (映画)
『クエスト』（原題：The Quest）は、1996年制作のアメリカ合衆国のアクション映画。
世界の強豪がひしめく異種格闘技戦に挑む男の闘いを描いた格闘アクション映画。ジャン＝クロード・ヴァン・ダム主演で、彼の初監督作品。

## あらすじ
1925年、ニューヨークのスラム街に暮らすクリストファー・デュボアは、貧しい孤児たちと共に窃盗団を組み、裕福な人間から金を盗んで暮らしていた。だがある日、デュボアはギャングの金を奪ったため、ギャングと警察の双方から追われる破目になってしまう。
デュボアは港に停泊していた1隻の貨物船に逃げ込むが、それは銃の密輸船だったことから、彼は奴隷同然の肉体労働を強制される。さらに航海の途中、船は海賊船に襲撃され、たちまち制圧された。海賊船の船長ドブス卿はアメリカに帰りたがっているデュボアにムエタイ島に行けばアメリカ行きの船があると話すが、それは嘘で、彼は取引相手のカオが支配する組織に売り飛ばされてしまう。
半年後、バンコク。ドブスたちは現地で知り合ったボストン・グローブ紙の新聞記者のキャリーと共に地下で行われているというムエタイの試合を観戦しに行くが、そこで試合に出場していたのは何とデュボアであった。デュボアは島での生活の中で屈強なムエタイのファイターとなっていたのだった。
デュボアはドブスに、優勝すれば黄金の竜が授けられる、数年に一度開かれるという格闘技トーナメント「ガンゲン」への出場の手助けを要求する。デュボアは黄金の竜で得た金でアメリカに帰国して子供たちと幸せな暮らしをしたいと考えていた。ドブスは金銭欲から彼の要求を受け入れ、「ガンゲン」に特ダネの匂いを感じ取ったキャリーも同行することにする。
彼らはアメリカのヘビー級ボクシングチャンピオンのディヴァインが大会に招待されたことを知り、大会の運営委員と偽ってディヴァインに接近、大会が行われるヒマラヤ山脈の奥地にある町へと向かう。だがその道中、彼らは偽者であることを見破られ、デュボアはディヴァインと闘うことになるがあっさり勝利、ディヴァインは彼の実力を認め、「ガンゲン」の招待状を渡して去って行った。
彼らはついに会場に到着、そこには世界16か国から選び抜かれた様々なジャンルの格闘家たちがいた。デュボアはディヴァインとして出場することになったのだが、直前に替え玉であることがばれ、出場が危ぶまれる。そこへディヴァインが現れ、彼の願いによってデュボアは出場出来ることになった。
そしていよいよトーナメントが開始される。デュボアは渾身の力を振り絞って勇猛果敢に闘い、強敵を次々と打ち破って行き、ついに決勝へと進出する。

## キャスト
- クリストファー・デュボア：ジャン＝クロード・ヴァン・ダム（吹替：大塚明夫）
- エドガー・ドブス卿：ロジャー・ムーア（吹替：谷口節）
- キャリー・ニュートン：ジャネット・ガン（吹替：佐々木優子）
- マキシー・ディヴァイン：ジェームズ・レマー（吹替：堀之紀）
- ハリー・スミシー：ジャック・マッギー（吹替：神山卓三）
- リッジ：ルイス・マンディロア
- カオ：アキ・アレオン（吹替：西村知道）
- 相撲レスラー：北尾光司